# Barb Heinz
Barb Heinz, född 21 december 1945 i Magdeburg, är en östtysk före detta handbollsspelare och efter sin aktiva karrär  sysslade hon med sportvetenskap.
Hon studerade på en idrottsskola för barn och ungdomar i Magdeburg och spelade sedan för SC Magdeburg i östtyska ligan. Med Östtysklands damlandslag i handboll blev hon världsmästare 1971. Hon spelade 4 matcher i turneringen. Hon spelade också 4 matcher för DDR vid VM 1973, men denna gång med en niondeplats som resultat. Barb Heinz var efter sin spelarkarriär projektledare vid institutet för idrottsvetenskap vid fakulteten för humaniora, samhällsvetenskap och utbildningsvetenskap vid Otto von Guericke-universitetet i Magdeburg. Hon var medlem av lärarkåren vid Sachsen-Anhalts handbollsförbund.
Hon har en omfattande produktion av vetenskapliga arbeten inom idrottsvetenskap.